# Звоз (Архангельская область)
Звоз — деревня в Ленском районе Архангельской области. Входит в состав Козьминского сельского поселения.

## География
Находится в юго-восточной части Архангельской области на расстоянии приблизительно 10 км на юг по прямой от административного центра поселения села Козьмино на правобережье Вычегды.

## История
В 1710 году отмечалась как поселение с 2 дворами. В 1859 году здесь (деревня Сольвычегодского уезда Вологодской губернии) было учтено 10 дворов.

## Население
Численность населения: 58 человек (1859 год), 0 как в 2002 году, так и в 2010.